# 1985 (영화)
《1985》는 미국에서 제작된 옌 탠 감독의 2018년 드라마 영화이다. 제이미 정 등이 주연으로 출연하였고 허치 등이 제작에 참여하였다.

## 출연

### 주연
- 제이미 정
- 버지니아 매드슨
- 코리 마이클 스미스
- 마이클 치클리스